# Mixco Viejo

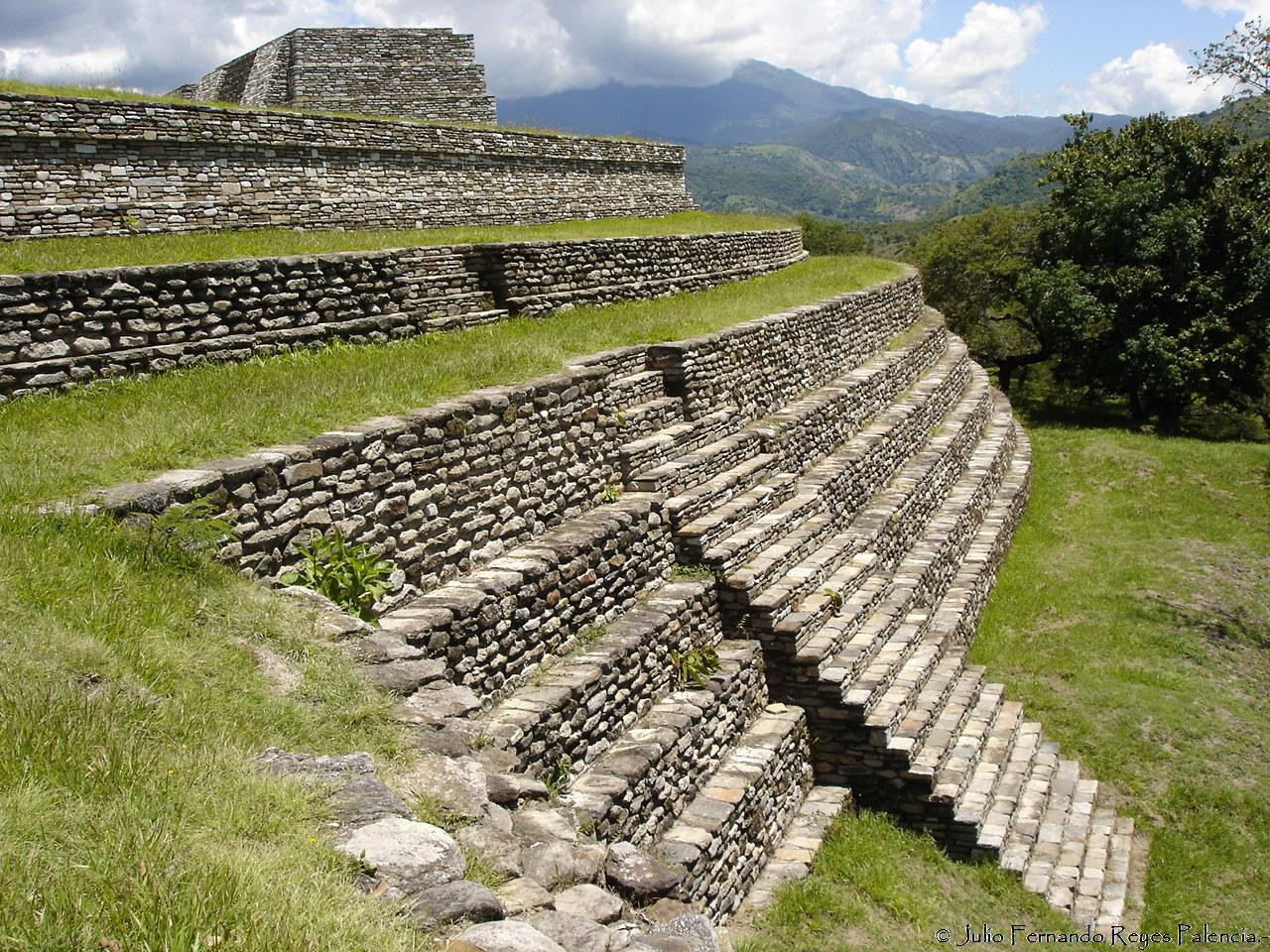
Mixco Viejo (foto Fernando Reyes)

Mixco Viejo è un sito archeologico situato nella zona nord-orientale del distretto di Chimaltenango in Guatemala, a 50 km di distanza da Città del Guatemala e a 4 km dal punto di incontro dei fiumi Pixcaya e Motagua. Era una città di dimensioni modeste costruita nel periodo post-classico dei Maya.
Mixco viene di solito considerata come capitale del regno Maya Pocomam ed era conosciuto anche con il nome di Pocomam e Saqik'ajol Nimakaqapek.  Il sito è stato identificato come Jilotepeque Viejo, la capitale del regno Chajoma dei Kaqchikel. Per differenziare i due siti, le rovine della capitale Chajoma sono conosciute come Mixco Viejo (Jilotepeque Viejo) mentre la capitale Poqomam è ora nota come Mixco Viejo (Chinautla Viejo).
Un'altra teoria spiega che il sito fu un avamposto settentrionale dei K'iche', e la sua identificazione attuale come Mixco Viejo sia dovuta alla confusione con Jilotepeque Viejo.
Il sito venne fondato su una zona difensiva, sulla cima di una montagna, nel XII secolo. Il numero di abitanti aveva raggiunto le 10.000 unità circa nel XVI secolo. La città venne conquistata dai conquistadores sotto il comando di Pedro de Alvarado nel 1525 dopo un assedio durato oltre 4 mesi, e in seguito fece bruciare le case nella città dopo averla de-popolata.
Tra le rovine vi sono 15 gruppi comprendenti oltre 120 strutture, tra cui templi, palazzi, e giardini per il gioco della palla centroamericana.
Gli scavi archeologici vennero eseguiti dal 1954 al 1967 dal Musée d'l'Homme di Parigi sotto la guida dell'archeologo Henri Lehmann.
Il sito è aperto ai turisti e ha un piccolo museo. L'architettura del sito è meno conservata rispetto ad altri siti Maya maggiori.